# سيمون كيتسون
سيمون كيتسون (بالإنجليزية: Simon Kitson)‏ هو مؤرخ بريطاني، ولد في 1967.